# Line (aplicación)
Line (estilizado como LINE) es una aplicación de mensajería instantánea para teléfonos móviles, PC y Mac. Desarrollada por NAVER Además de la mensajería básica, se pueden enviar imágenes, vídeos, mensajes de audio y hacer llamadas VoIP. La aplicación es reconocida por su singular sistema de pegatinas (stickers), reemplazando a los tradicionales iconos. No sólo eso, sino que también incluye temas, pegatinas y de más en su tienda oficial de LINE.
Inicialmente fue una aplicación móvil desarrollada para teléfonos móviles con sistemas Android e iOS. Tras su gran acogida y popularidad entre los usuarios, se amplió a Windows Phone, BlackBerry OS, Firefox OS, Mac OS X y Windows. En esta última tiene dos versiones: una de escritorio tradicional y otra exclusiva para Windows 11disponible en Windows Store.
Line es la aplicación de mensajería más popular en Japón, Taiwán y Tailandia, con más de 7 mil usuarios registrados por mes o año ya que podría aumentar a millones en todo el mundo.

## Historia
El servicio nació en Japón tras el terremoto de marzo de 2011, que provocó una caída de los servicios de telefonía. Los trabajadores de la surcoreana NHN, que también es dueña del buscador Naver, desarrollaron LINE para poder comunicarse entre ellos. Dos meses más tarde, salió a la luz al público general. La aplicación tiene 560 millones de usuarios en todo el mundo, 170 millones de usuarios activos cada mes (MAU). En términos absolutos, sólo el 23% de los usuarios que han creado una cuenta con LINE sigue utilizando la app por lo menos una vez al mes.
En principio, su funcionamiento es muy similar al de sus rivales. La app busca los contactos que ya usan el servicio en tu agenda y los agrega directamente aunque más adelante se pueden eliminar o incluir otros simplemente utilizando su nombre de usuario. La aplicación también permite la creación de grupos de contactos. Además, a la posibilidad de enviar mensajes se une la de realizar llamadas a través de Internet, al igual que otras apps similares como Skype. También se puede usar en Mac y Windows, lo que facilita su implantación.
En el primer trimestre de 2013 la aplicación se extendió al mercado de los móviles de la serie Nokia Asha de Nokia.
En marzo de 2021, SoftBank Group y Yahoo! Japan se fusionaron con Line Corporation. 

## Características

### General
Line es una aplicación de mensajería instantánea y una plataforma de funciones numerosas disponible en varios dispositivos como PC, iPad, iPhone, y celulares de android.
En esa aplicación, hay 5 botones ubicados debajo de la pantalla que funcionan como lista de amigos, mensajes instantáneos, muro de noticias, llamadas gratis y colección de todas funciones de LINE en orden.
"Lista de amigos" muestra el perfil del usuario arriba de la pantalla, debajo de perfil del usuario, hay una lista de servicios de LINE, recomendaciones de amigos, una lista de grupos y una lista de amigos subsecuentemente.
En la lista de amigos el usuario puede ver una foto del perfil y el nombre del amigo y verificar más detalles del perfil de su amigo por un toque en la foto o nombre.
En la pestaña de mensajes instantáneos, el usuario puede ver la historia de sus conversaciones con sus amigos, incluyendo las promociones de empresas añadidas como friend en LINE por el usuario.
LINE también proporciona el servicio de notificación de nuevas noticias de amigos en LINE por el tercer botón siguiente de lo de mensajes instantáneos.
Otras funciones de LINE son accesibles por el botón último en la colección de los botones principales en la pantalla
Estas funciones son Stickers, la tienda de LINE, llamadas, keep, LINE Friends, gift shop, LINE game, line square looks, LINE camera, B612, calendario y LINE pay.

### Stickers
LINE proporciona el servicio de Stickers a sus usuarios para que expresen su emoción al enviar emojis de numerosos caracteres originales de LINE o famosas en el mundo como Stitch y Star Wars.
Los artistas también pueden crear y vender sus Stickers a través de la tienda de Stickers de LINE. Hay muchos stickers disponibles gratuitos o por un precio a la venta creados por artistas. LINE y empresas famosas, como Disney y Pixar, dan acceso a Stickers dependiendo del país en que el usuario está ubicado debido a las regulaciones nacionales e internacionales.

### LINE games
NHN Japan creó LINE games en 2011 para los usuarios de la aplicación LINE. Los juegos de LINE están disponibles solo para los usuarios de LINE, Los usuarios pueden jugar o enviar regalos a sus amigos en LINE, y ganar Friend points en el proceso.
La lista de los juegos de LINE en 2018 es la siguiente: LINE Rangers, LINE Bubble 2, LINE Brown farm, LINE Play, LINE Pop2, LINE Little Knights, LINE Popchocolate, LINE Pop, LINE Puzzle bobble, LINE Disney Tsum Tsum, LINE I love coffee y LINE Dragon project.
En los juegos de LINE, los héroes y caracteres de LINE Friends aparecen como los principales. Los usuarios pueden comprar Ruby y Diamond para mejorar su experiencia en los juegos.

### LINE pay
LINE Pay es una función interna de LINE que funciona como un método de pago automático y conveniente por teléfono inteligente. LINE Pay se desarrolló para facilitar el pago en tiendas locales, para llegar a un mundo sin efectivo. En realidad, el gobierno japonés anunció que quiere construir una sociedad sin carteras y efectivos para el año 2020, LINE Pay jugará un rol importante para lograr el objetivo del gobierno.

### LINE taxi
LINE Taxi se desarrolló para que los usuarios de LINE puedan pedir un taxi por la aplicación LINE. LINE Taxi es una función interna de LINE, así los usuarios no deben instalar una aplicación adicional para usar el servicio y es sincronizado con LINE Pay, facilitando el pago para los usuarios.
El servicio se lanzó en Tokio, Japón en 2015, expandió la cobertura de servicio a todo Japón. En el año 2017, LINE Taxi estuvo disponible en Bangkok, Tailandia también.

### LINE friends
LINE tiene sus propios caracteres principales que consisten de Brown, Cony, Sally, James, Moon, Boss, Jessica, Edward, Leonard, Choco, Pangyo y Rangers, utilizándose para los stickers de la aplicación. Principalmente en Japón, se produjeron dos animes LINE OFFLINE y LINE TOWN presentando los caracteres de Line Friends en el año 2013.
También, LINE estableció las tiendas de LINE Friends en varias ciudades del mundo como Hong Kong, Seúl, Tokio y Nueva York, que venden los productos de LINE Friends.

### Otras características
- Sincronización de Microsoft Word.
- Confirmación en tiempo real de envío y entrega de mensajes.
- Compartir fotos, videos, música.
- Envío de localización.
- Envío de emoticonos, pegatinas (stickers).
- Posibilidad de crear grupos de hasta 100 personas simultáneas.
- Tablón de noticias.
- Posibilidad de agregar amigos mediante uso de códigos QR y NFC..

## Cuota del mercado
Después de su lanzamiento en 2011, LINE creció exponencialmente en el número de usuarios. Tras un año, el número de los usuarios llegó a los 50 millones que es el equivalente a la población de Corea del Sur. LINE ha ganado 150 millones usuarios más, creciendo un 400 % en 2013, en comparación con el año 2012. Desde entonces, LINE ha ido creciendo constantemente y en último trimestre de 2016, el número de usuarios mensuales aumentó a 217 millones siendo la segunda aplicación de mensajes instantáneos más exitosa en Asia. En 2018, LINE se encuentra en decimoctavo lugar en el rango de redes sociales después de Snapchat, y domina los mercados de Tailandia, Japón y Taiwán.

## Tiendas de LINE

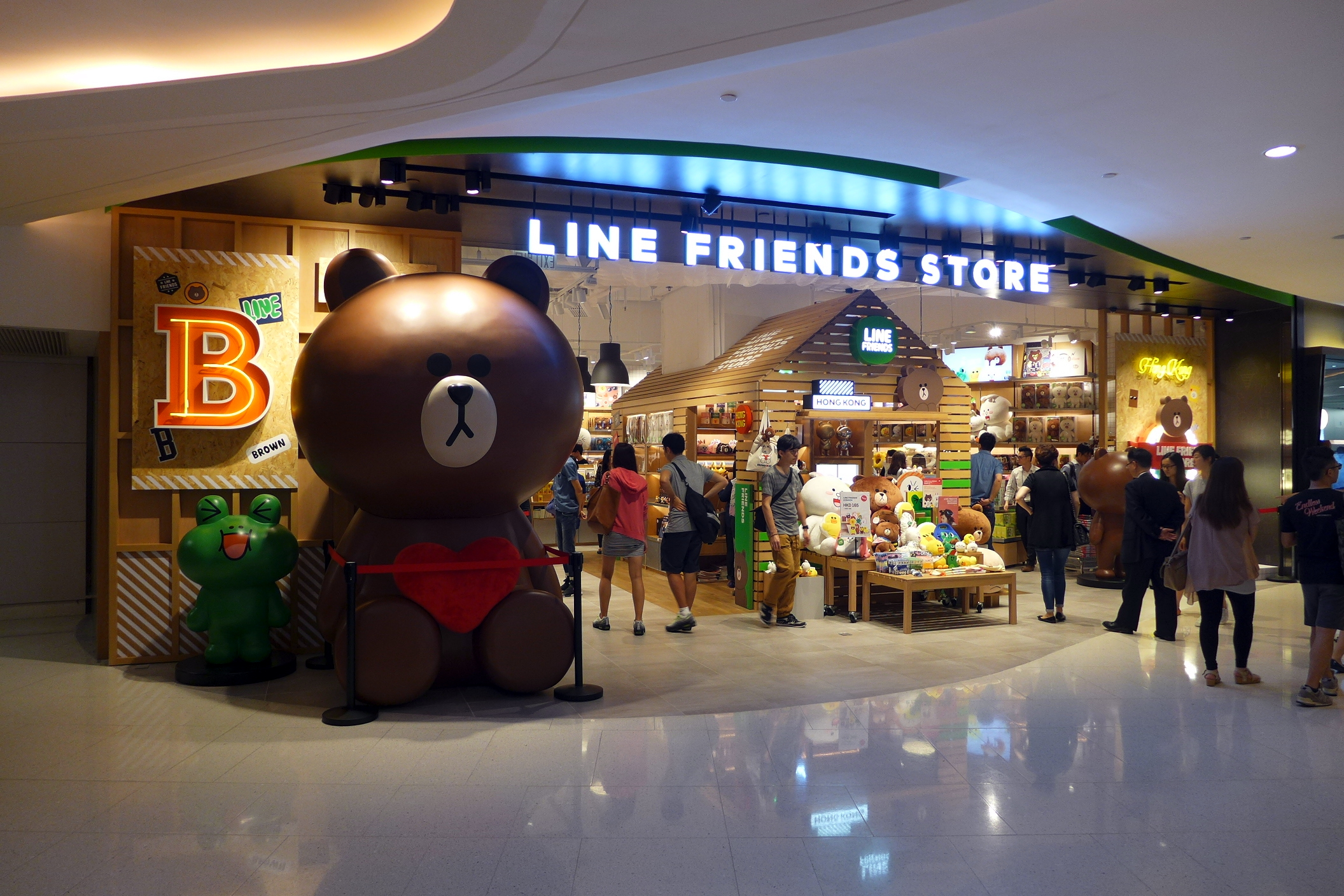
LINE Friends Store en el Hysan Place en Hong Kong.

LINE Flagship Store se abrió en Harajuku, Japón en diciembre de 2014. Desde entonces, la compañía LINE Friends ha abierto sus tiendas en algunas de las ciudades más importantes del mundo como Seúl, Tokio, Bangkok y Los Ángeles. Hace poco tiempo, en 2017, LINE Store también se abrió en Nueva York para expandir su rango de mercado a más zonas de Estados Unidos. Esas tiendas venden productos de la marca de LINE Friends tales como café, almohadas, protectores de móvil, etc.